# Saw Maung
Generalissimus Saw Maung (birmanisch စောမောင်; * 12. Mai 1928 in Mandalay, Britisch-Indien; † 24. Juli 1997 in Rangun) war Politiker in Myanmar.
Saw Maung putschte sich am 18. September 1988 mit der Unterstützung Ne Wins an die Macht, entmachtete den wenige Wochen vorher vom Parlament gewählten zivilen Staatspräsidenten Maung Maung und ließ am gleichen Tag die Demonstrationen der Demokratiebewegung niederschlagen und somit die Militärherrschaft nach einem Monat wiederherstellen. Am 21. September 1988 übernahm er auch das Amt des Ministerpräsidenten. Die bisherige Einheitspartei Ne Wins, Burma Socialist Programme Party, ließ Saw Maung jedoch auflösen, stattdessen etablierte das neu ausgerichtete Militärregime sich als „Staatsrat für die Wiederherstellung von Recht und Ordnung“ (SLORC; State Law and Order Restoration Council), dem Saw Maung als Vorsitzender vorsaß, verbot unter anderem jegliche Versammlungen von mehr als vier Personen und ging auf brutale Weise gegen Zuwiderhandlungen vor.
In den Jahren 1988 bis 1991 übernahm Saw Maung neben den anderen Funktionen das Amt des Außenministers. Im April 1992 wurde er in einer Palast-Revolte intern von Hardlinern gestürzt, da sein Vorgehen gegen den Aufstand Aung San Suu Kyis nicht hart genug sei und man befürchtete, er könne die Regierung an Suu Kyi abgeben. Dazu wurde er sediert und der Öffentlichkeit gegenüber eine Nervenkrankheit behauptet. In der Folge musste er die Macht, offiziell aus gesundheitlichen Gründen, an seinen Stellvertreter Than Shwe übergeben.